# Arzerello
Arzerello (Arxereło in veneto) è una frazione del comune di Piove di Sacco, dal quale dista circa 2,49 km.

## Storia
La comunità di Arzerello è nata nel Quattrocento dalla fusione di due contrade, Azerdonnanna e Arzerbandelli, dipendenti dalla parrocchiale di Piove di Sacco.
Nel 1495 gli abitanti di Arzerbandelli, distanti dalla matrice, chiesero e ottennero una propria chiesa, costruita l’anno seguente. Intitolata alla Madonna Addolorata, fu affidata ai padri serviti d’un vicino convento.
Il nuovo edificio iniziò a essere frequentato anche dai fedeli di Arzerdonnanna, e si formò così un’unica comunità.

## Monumenti e luoghi d'interesse

### Architetture religiose
- Chiesa della Madonna Addolorata, fu ristrutturata nel 1855 e nel 1972. Di recente sono state restaurate anche le opere d’arte e gli arredi.
- Santuario del Cristo, pregevole santuario il cui nucleo originario è del 1550. Nel 1904 vi fu affiancata una chiesetta in stile romanico restaurata e riaperta nel 2004.